# Lubomír Úlehla
Lubomír Úlehla (23. prosince 1915 Židenice – 5. ledna 2006 Praha) byl český voják, veterán 311. čs. bombardovací perutě RAF a stíhací pilot Letectva Svobodné Francie.

## Předválečné období

### Letecký život
K létání se dostal v roce 1935, po maturitě šel do školy na důstojníky letectva v záloze v Prostějově. Jejich instruktory ve škole byli letci jako desátník Plzák, desátník Cukr, akademik druhého ročníku Vrána. Během pobytu v této škole v rámci výcviku prodělali střelbu na pozemní cíl, na vlečný rukáv, ostré bombardování. V Malackách při cvičení se shodou okolností poprvé poznal s pozdějším generálem Peřinou. Po absolvování školy byl přeložen k 3. leteckému pluku, ke 12. letce. Zde byl vybrán jako aspirant do leteckého kurzu pro noční létání. Velitelem nočního kurzu byl tehdejší kapitán Schejbal, současně byl i velitelem 81. letky. V rámci kurzu prováděli navigační okruhy.

### Útěk do Polska
V roce 1939 již studoval práva, v ten samý rok uprchl se svým kamarádem do Polska.

## Polsko a Cizinecká legie

### Cesta do Krakova
V Polsku je hlídka zadržela. Dovezli oba chlapce do Rychvaldu na policejní stanici. Zde byli vězněni a vyslýcháni. Po týdnu věznění bylo rozhodnuto, že chlapci budou odvedeni zpět na hranice a předáni Němcům. Vojáka, který je vedl na hranice přemlouvali, aby je nepředával. Večer, za pomoci českého celníka, který vojáka zabavil, utekli na druhou stranu do Polska, respektive do Bohumína (pozn.: Bohumín byl tehdy v polském záboru). Rozhodli se cestovat do Krakova (pozn.: tehdy kolovala zpráva, že v Krakově v Polsku se tvoří československá zahraniční armáda). Přišli až na nádraží, bohužel jim poslední vlak do Krakova již ten den odjel. Přespali u místního hospodského, další český občan chlapcům druhý den přinesl lístky na vlak a vysvětlil jim, kde je v Krakově československý konzulát. Zde se měli hlásit. Ze záložnické důstojnické školy v Prostějově putovalo do Krakova mnoho jeho spolužáků.

### Cizinecká legie ve Francii
V Polsku dostali mladí letci nabídku od Francouzů. Francouzi přislíbili, že je přepraví na své náklady lodí do Francie. Byla zde podmínka, že ještě v Polsku podepíší závazek ke vstupu do Cizinecké legie. Francouzi se dále zavázali, že je v případě vypuknutí války uvolní z Cizinecké legie a umožní jim vytvořit vlastní jednotky a v jejich řadách pak bojovat proti nepříteli. Postupně byli zařazováni do transportů a odjížděli lodí do Francie. Lubomír Úlehla se do Francie dostal na lodi Kastelholm, další pak na lodích Chrobry, Sobieski a dalších. Jednalo se o transporty, které převážely do Francie nejen letce, ale též velké množství příslušníků pozemní armády. Kolem Dánska se dostali do Calais. Pozemní armáda byla směřována do Agdu, kde se začala tvořit československá jednotka.

## Francie
Letci byli odesláni rychlíkem do Paříže. Nejprve byli ubytováni ve staré továrně na cigarety. Po vypuknutí války byli stíhači soustředěni do výcvikového střediska Chartres a počátkem prosince 1939 byla první skupina poslána do severní Francie na frontu. Mezi nimi byl také František Peřina. Lubomír Úlehla prodělal výcvik leteckého střelce, přestože měl pilotní školu (neukončenou). Po jeho ukončení v prosinci 1939 od konce ledna 1940 létal jako palubní střelec s jedním francouzským kapitánem na těžké stíhačce Potez 63. Létali jako obrana měst proti bombardování. Nebylo jim to ovšem započteno jako bojová činnost, protože nebyli u bojové jednotky. Byli bráni jen jako samostatný letoun. Někdy míval také službu na řídicí věži.

## Velké Británie
Po bitvě o Francii se přesunul na palubě letounu Armstrong Whitworth Ensign do Velké Británie. Spolu s 11 dalšími vojáky přistáli na letišti poblíž Londýna, v hangáru zde byli nejprve vyslýcháni protišpionážním oddělením Scotland Yardu. Tři dny strávil v Londýně, poté byl poslán do Liverpoolu a nakonec do Cosfordu, kde bylo velitelství letectva a kde se tvořily jednotlivé perutě letectva. Byl zařazen do 311. bombardovací perutě. Pod nátlakem podepsal žádost o propuštění z RAF a převedení k čs. pozemní armádě.

## Afrika
V roce 1943 byl uvolněn československou vládou v Londýně pro službu v armádě Svobodné Francie. Byl odvelen k letectvu Svobodné Francie (FAFL). Prodělal pilotní výcvik a létal jako stíhač. Utrpěl zranění ucha. Dostal zprávu od bratra z domova, že jejich otec zahynul v Mauthausenu a matka prodělala těžkou operaci střev. Zažádal si o demobilizaci a o transport domů. Byl poslán na měsíc do Československa na služební cestu. Tím jeho letecká kariéra skončila.

## Další činnost
Byl účastníkem mnoha besed pro veřejnost, žáky i studenty. Byl pravidelným přednášejícím na setkání studentů a pracovníků ČVUT s letci RAF organizovaných po listopadu 1989 Masarykovou akademií práce, strojní společností na ČVUT v Praze a Evropským hnutím v ČR ve velké posluchárně 256 v Dejvicích. Pronášel proslovy na pohřbech svých přátel, veteránů RAF a byl jejich neoficiální mluvčí. Uděloval právní rady pro činnost Sdružení zahraničních letců 1939-45.

## Vyznamenání
Je nositelem řady vysokých československých vyznamenání. Nositel Řádu čestné legie (2005).
Držitel medaile Svazu letců České republiky Za zásluhy.